# Familial
| Recensione | Giudizio |
| ---------- | -------- |
| AllMusic   | [ 2 ]    |

Familial è il primo album in studio da solista del musicista inglese Philip Selway, pubblicato il 30 agosto 2010 dalla Bella Union Records e il 31 agosto 2010 negli Stati Uniti e in Canada dalla Nonesuch Records.
Alle registrazioni hanno partecipato Lisa Germano, Sebastian Steinberg, Glenn Kotche e Pat Sansone.

## Tracce
Testi e musiche di Philip Selway.
1. By Some Miracle – 2:39
2. Beyond Reason – 2:54
3. A Simple Life – 3:14
4. All Eyes on You – 2:32
5. The Ties That Bind Us – 3:42
6. Patron Saint – 3:27
7. Falling – 3:13
8. Broken Promises – 3:03
9. Don't Look Down – 5:05
10. The Witching Hour – 2:54

## Musicisti
- Philip Selway
- Lisa Germano
- Sebastian Steinberg
- Glenn Kotche
- Pat Sansone

### Altri musicisti
- Sam Sharp – sassofono, arrangiamenti per fiati (traccia 3)
- Rory Simmons – tromba (traccia 3)
- Alan Hardman – trombone (traccia 3)
- Don McGlashan – eufonio, flicorno soprano (traccia 5)
- Jeff Tweedy – arrangiamenti (traccia 5)

## Personale tecnico
- Ian Davenport – ingegneria del suono, missaggio audio (tracce 3, 4, 5, 6 e 8), produzione
- Tchad Blake – missaggio audio (tracce 1, 2, 7, 9 e 10)
- Simon Gooding – ingegneria del suono (traccia 5)
- Bob Ludwig – mastering
- Julie Calland – management